# Jean Baruth

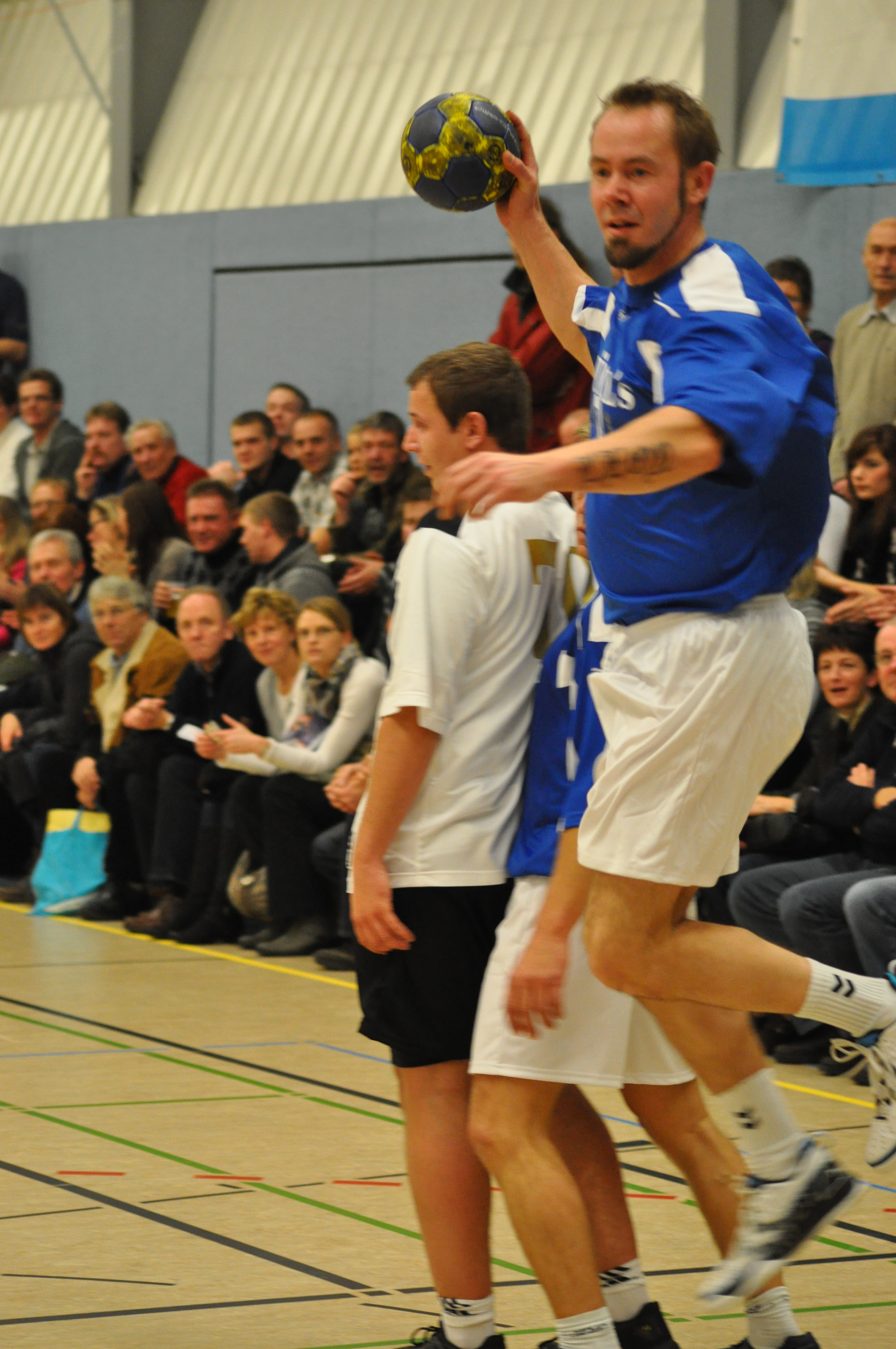
Jean Baruth (2010)

Jean Baruth (* 17. Dezember 1967 in Schwerin) ist ein deutscher ehemaliger Handballspieler.
Baruth spielte auf der Position Linksaußen. Er spielte bis 1991 für den SC Dynamo Berlin bzw. dessen Nachfolger SC Berlin und HC Preußen Berlin. Mit Preußen Berlin gewann er 1990 die DDR-Meisterschaft. Ab der Saison 1991/1992 spielte er beim VfL Fredenbeck. Im Oktober 1996 wurde er VfL-Mannschaftskapitän. Seine Karriere beendete er bei den Vereinen Oldenburger TB und TSV Bremervörde in der Regionalliga.
Im Aufgebot der Männer-Handballnationalmannschaft der DDR spielte Jean Baruth bei der Weltmeisterschaft (WM) 1990, wo er mit seiner Mannschaft Achter wurde, und für die deutsche Männer-Handballnationalmannschaft bei der WM 1993 (6. Platz). Er stand insgesamt 52-mal in den Aufgeboten des Deutschen Handballverbandes (DHV) der DDR und des Deutschen Handballbundes (DHB) der BRD. Dabei erzielte er 111 Tore.